# Букура (Мехединци)
Букура (рум. Bucura) насеље је у Румунији у жупанији Мехединци у граду Ванжу Маре. Место се налази на надморској висини од 90 m.

## Становништво
Према подацима из 2002. године у насељу је живело 381 становника, од којих су сви румунске националности.